# 中央二二八紀念碑
25°02′29″N 121°30′54″E / 25.041310°N 121.515005°E
中央二二八紀念碑，又稱臺北市二二八和平紀念碑，是位在臺灣臺北市中正區二二八和平紀念公園的二二八和平紀念碑，由郝柏村內閣籌立，1995年2月28日落成。

## 籌設
1989年起，臺灣各地陸續設置二二八紀念碑。1990年6月22日，行政院院長郝柏村對立委高資敏早日由中央政府設置二二八和平紀念碑的建議，回應會認真考慮。次日，內政部決定修訂《忠烈祠祀辦法》，以作政府興建二二八紀念碑的法源。年尾12月7日，有關人士評估，依郝院長上任後相繼參加過張學良九十七大壽、探望孫立人等突破禁忌的作風，不可能對二二八事件的處理方式推拖。同月11日，台北市議員陳雪芬等人建議台北市市長黃大洲在臺北市設立二二八紀念碑。
1991年3月3日，《聯合晚報》刊登二二八事件遺族林宗義要給總統李登輝的一封信，其中一項是請求豎立紀念碑。3月6日立法院院會，朝野立委於6日共議建請政府設立碑，除民進黨立委盧修一、彭百顯、李慶雄、戴振耀、葉菊蘭、田再庭、林正杰外，國民黨籍立委林鈺祥、吳梓、趙振鵬、蔡璧煌與趙少康等亦發言支持。4月30日，由行政院副院長施啟揚主持的行政院研究二二八事件專案小組會議，王昭明、邱進益、許水德、林宗義等決定建議紀念碑。5月3日，張玲等十五位台北市議員臨時提案，以「不要把這種悲傷的回憶留給後代子孫」為由，議請中央政府慎重考慮興建紀念碑的適宜性，被議會大會暫擱。11月22日，施啟揚表示行政院已決定編列建碑預算，明年7月1日起即可動支，建碑地點原則會在台北市。
1992年1月3日，行政院二二八專案小組第四次會議，決定成立二二八事件建碑委員會，由總統府資政邱創煥擔任召集人，委員有台灣電視公司董事長陳重光、行政院研究二二八事件小組召集人葉明勳、家屬代表林宗義、台北市長黃大洲、建築學者漢寶德、行政院公共建設督導會報執行秘書陳豫。次日，二二八關懷聯合總會監事聯席會議，理事長林宗義對政府建碑事宜表達謝忱，但因建碑召集人邱創煥任臺灣省主席時未准設立嘉義市二二八紀念碑，質疑其立場。為強調民意色彩，二二八專案小組於該月31日通過，增聘台灣基督長老教會牧師翁修恭、懷恩堂牧師周聯華和畫家廖德政為建碑委員會成員。廖德政父親廖進平是圓環緝菸事件目睹者，遭國軍在淡水沙崙子海邊處死。
1992年2月24日上午，二二八紀念音樂會，陳五福代表民間人士致詞表示，只有提昇人性的善良與寬容，才是最大的追悼；政府則應以最大誠意立即進行賠償、道義及建碑等工作，不要再有任何推諉。26日上午，建碑委員會成立兼首次開會，決議由陳豫與漢寶德委員提出規範以徵求圖樣，黃大洲、陳重光、吳伯雄募款。

## 選址
1992年1月3日，黃大洲被列為建碑委員時說，建碑處初步考慮於大稻埕或華中橋河濱公園等兩處。2月12日，黃大洲改口說河濱公園會有淹水之憂，不適建碑。2月28日，黃大洲與市府工務局前往圓山兒童樂園、新生公園、建成公園、大稻埕公園勘察後，認為新生公園視野開闊、公共建物少、交通方便，「新生」這個名字也不錯，主張新生公園是最佳建碑地點。對此，林宗義表示，新生公園飛機降落噪音太大，因此反對。臺北市議員李逸洋回憶，1991年討論碑址時，各界都不希望建在航道上的新生公園，只有黃市長堅持己見。也有反因航道而支持設於新生公園的意見，認為飛機乘客可見到，將引起更多人的省思和注意。
3月4日，黃大洲再與成員林宗義、漢寶德、陳豫、翁修恭、周聯華前往建成公園、大稻埕延平公園、華中河濱公園、青年公園、七號公園、新生公園及圓山兒童樂園等七處，共識是以青年、新生公園、新公園為適宜。漢寶德認為新生公園有航高限制、青年公園交通動線不佳，與林宗義都認同設在新公園是具歷史意義。
林衡道主張，可將小型的碑設於二二八事件最初事發地天馬茶房；至於新公園是民眾占據臺北放送局演奏所廣播的地點，設碑理所當然，且有場地可活動、建碑可較大。9月23日，陳重光主持建碑委員會記者會，宣布建碑地在新公園鐘塔附近。碑坐落處有以建築排列呈現三個臺灣歷史政權的意涵，清治時期的臺北府城南門、日治時期的國立臺灣博物館、戰後時期的二二八紀念碑三處連為一軸，代表臺灣歷史進程。建築師黃健敏認為，碑址並非從環境的角度來選擇，而是鄰近總統府的政治因素。反對設置於新公園的理由，是因鄰近總統府等軍政機關，若紀念集會時遭有心人士利用，人群情緒失控湧向官署，恐造成社會動盪。

## 競圖

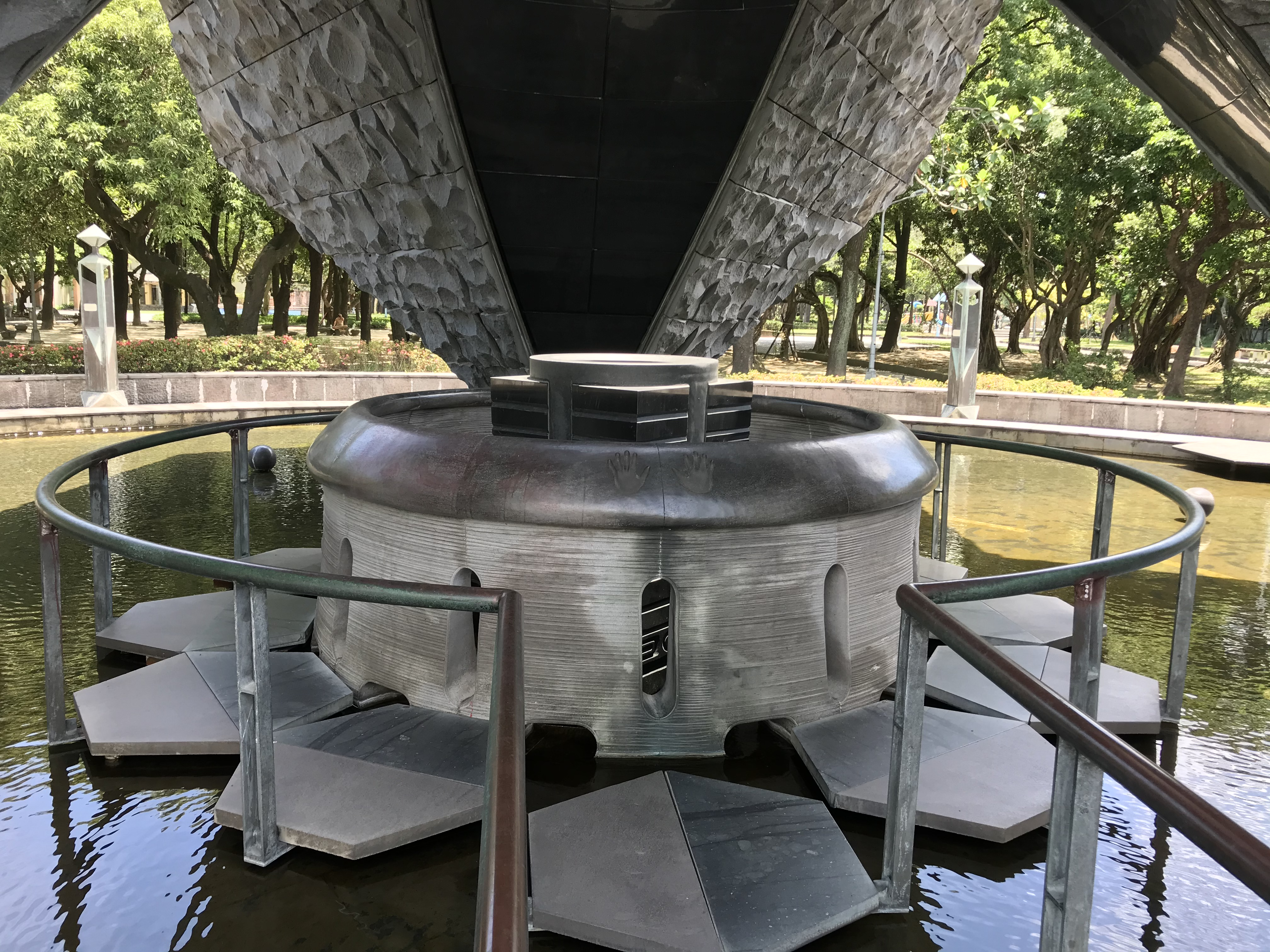
水池

1991年1月19日，《空間雜誌》社與樂山文教基金會主辦的「如何塑造二二八紀念空間」座談會上，李乾朗、林惺嶽等美術、建築、政治、社會學界代表皆認為設計應由政府出面作整體規畫，以能象徵社會公義與和平。陳豫於1992年2月28日透露，圖樣會採公開徵選方式，設計應朝和諧、寬容、團結、光明、與環境關係密切作構想。高雄市立美術館籌備處主任黃才郎建議，以越戰陣亡將士紀念碑為例，要避開平鋪直敘的情結，不著細節模相，宣示人性需要醒覺的誠懇摯愛。
1992年9月23日，建碑委員會記者會宣布對外徵求圖樣：設計條件是高度不得超過廿四公尺、面積不超過四百平方公尺、施工需符合建築法規、工程費用於不得超過新台幣七千萬元。以該年12月31日為初稿截稿日。第一名獎金新台幣兩百萬元，第二名獎金新台幣一百五十萬元，第三名獎金新台幣一百萬元，佳作五名獎金新台幣廿萬元。
1993年5月5日，評選小組八位委員近七小時討論，選出前三名。陳其寬、楊英風、夏鑄九、翁恭修投給王為河；高為潘、陳錦芳、陳三井支持王俊雄四人組；林宗義贊同竹間聯合建築事務所。7日，建碑委員會核定，改本僅三票的第二名為第一名。
原獲評審票數最高是以透明玻璃材質組成立面格子山牆，意涵官方與民間以明朗來面對、超越仇恨，不過複審後以起造可能性、結構安全、以及玻璃清潔維護的問題，改選第二名的設計。協辦的公共建設督導會人員強調王為河作品太過新穎，不合林宗義等家屬要莊重的盼望。評審黃光男避談最終評選結果，但對於「這種尖銳、壓力猶存的作品，是否適足以反映對二二八事件的態度和心境」此評語表示相當有意思。建築師黃健敏批判這作品高於樹林、色彩也採非綠色，造成視覺衝擊，違反自然和諧。
最終獲選的設計團隊為皆在二二八事件發生時已十來歲的王俊雄、鄭自財、張安清、陳振豐四人，對當時記憶猶新。合作期間，王俊雄還將設計圖帶到獄中和鄭自財相互討論，本來獄中規定會客時間為半個小時，被獄方通融而延長到一個半小時。
參賽作品包含海外的三十七件，總達兩百八十二件。1993年9月11日至10月3日，台北市立美術館展覽其中一百十八件。

## 造型
王俊雄等人設計概念是因政府未以應有的法治秩序來治理，以致貪污、枉法橫生，導致人民抗爭，故主題在於從無秩序導出秩序來。背景除樹林外，種植臺灣百合等台灣本土植物，不植花色太過鮮艷的花種。碑上方似避雷針，有兩個像是算盤珠的形狀，意涵乘法二二不得八，意指二二「八」是錯誤。上方的銅鐘以電子控制鐘響，每次敲響二十八次，聲音兩短一長，聽似「二二八」。鐵架拆自基隆港起重機鋼架，隱示從基隆上岸的軍隊。基座以一角站立、一邊互黏合的三個正方體組成，以彰顯秩序和穩定。因錯誤是人造成的，遂用立方體當作構成單元，象徵人為的錯亂與人為的秩序。放置碑文的球體碑是用圓球象徵恢復自然順序，再以北迴歸線的數字切一平面，暗喻發生在臺灣島上。四周規劃以南非黑石為底的淺水池，讓流水從四旁流出後，順地勢流往正方體下方的碑體中心。人們踏著象徵陰間的陰石進入，環繞碑下一圈再走出。因走道以跳石鋪在圓形淺池上所構成，行者必須低下頭來、注意腳下。水池一顆顆的黑色鋼球，如亡者之血。池中埋有地下二、三公尺的甕體，涵意入土為安。水流從甕頸脖的鏤空處，流入衝擊象徵臺灣史前時期先民的石鋤，以瀑布大的聲響使哀悼者精神收束、排除喧嘩。人們可將雙手放進手掌印上，使身體前傾低頭以作哀悼。甕體中立的琮是古代牌位的樣子，傳達同為炎黃子孫莫要再分彼此。甕底向上射的藍光、水沖到石鋤造成的水氣，顯得氣氛幽微。環繞一圈後，最後人們踏著象徵現世的陽石出來。

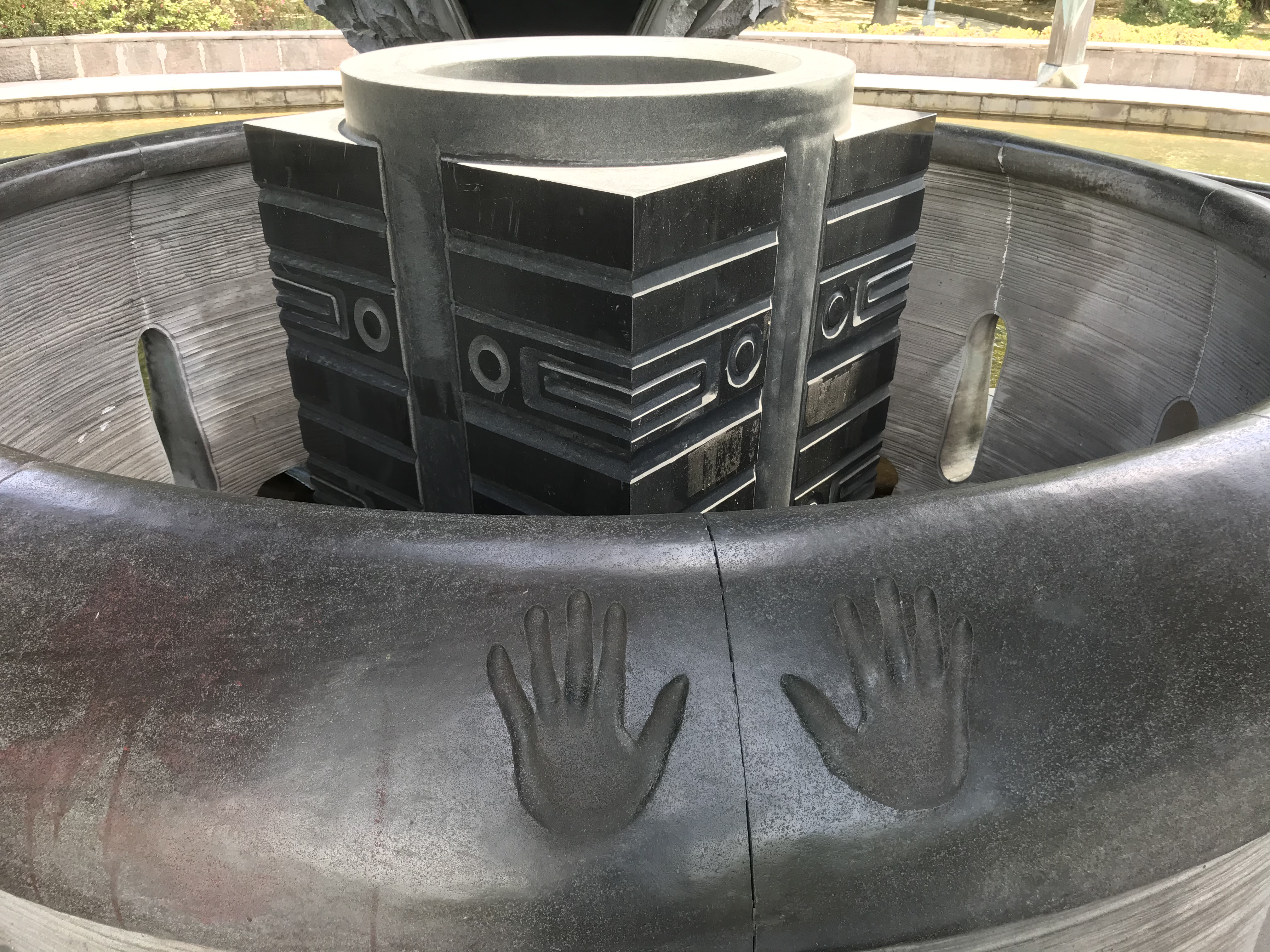
手印與琮

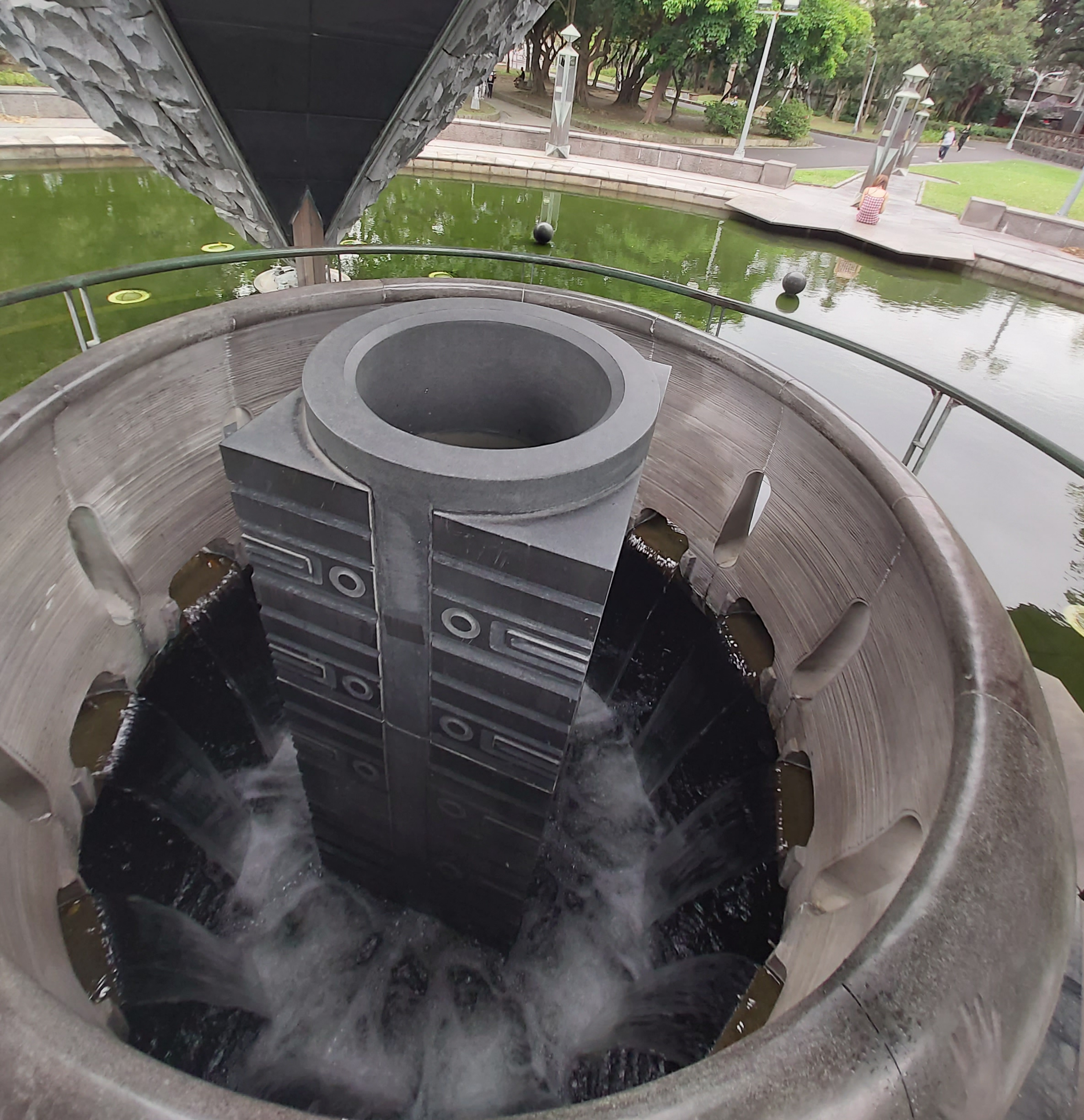
紀念碑中心俯視

1995年中華民國立法委員選舉期間，5月16日，鄭自財想以紀念碑設計圖爭取民進黨不分區立委資格，卻被民進黨中執會以「非著作」為由否決。時任國民大會代表的鄭自財妻子吳清桂淚灑會場，激烈懷疑是新潮流系想封殺鄭自財。
交通部郵政總局在二二八事件紀念基金會建議下，於1997年二二八事件五十週年之際發行取自此紀念碑為圖樣的郵票，由副總局長王威擔任召集人，設計員李光祺加繪和平鴿，面值新台幣十九元。該年，中央銀行發行以此碑圖樣為正面、增廿八隻和平鴿、面額新台幣一百圓的紀念銀幣，這亦是臺灣首例有盲文的紀念幣。

## 興建
1993年2月28日上午10點，陳重光、林宗義、吳伯雄、黃大洲、翁修恭、廖德政、漢寶德、陳豫等建碑委員、家屬共同主持破土，總統府副秘書長邱進益、民進黨立委張俊宏、沈富雄也到場。《空間雜誌》社總編輯林柏年認為急著落成，民眾便少時間在這項民主化過程加以學習，值得日後深思改善的。1994年3月15日正式開工。建造過程中，不乏家屬到工地現場關心，甚至帶來茶水，讓工人解渴。
1995年，二二八事件四十八周年紀念會兼紀念碑落成典禮，總統李登輝先致詞代表，再由林宗義致詞，隨後行政院長連戰、總統府秘書長吳伯雄、立法院長劉松藩、台北市長陳水扁、台北市議會議長陳健治、建碑召集人陳重光、家屬代表林宗義等人步上碑前，拉下咖啡色布幕。一時，家屬掩面哭泣、行政院副院長徐立德拭淚、總統夫人曾文惠與行政院長夫人連方瑀眼眶泛紅。
次年二二八和平紀念日，紀念會上，市長陳水扁除舉行新公園更名二二八和平公園儀式，在追思法會宣布中央政府所立的二二八紀念碑已交由市府管理，希望明年將有碑文。

## 碑文
球體碑切面直徑只有一公尺，以二乘二公分為一個字面積，故碑文不能超過七百字。
碑落成前，家屬對於碑文執筆人葉明勳的初稿有所不滿，如「綏靖」即代表是叛亂，提太多事務性程序、卻無註明死傷數據，有為政府開脫之嫌，欲自行提出「民間版」碑文，要用「屠殺」、「歧視」、「清鄉」等字眼。林宗義要求務必徵求二二八家屬代表同意，於是建碑委員會1995年2月11日開會討論碑文內容。2月22日，葉明勳解釋，他原稿用「鎮壓」，「綏靖」是被行政院改的，且寫出各處理程序可顯示政府重視，死亡數至今無法確定，寫「任意株連，殃及無辜，沈冤莫辨」已是非常重的話。見證過二二八事件的他自承這本來是難討好各方的工作，自認絕無意偏袒任何一方，碑文自有碑文体裁。
因落成時有碑無文，備受外界批評，於是改由二二八事件紀念基金會撰寫碑文，提出以「悼念」、「撫慰」、「和諧」、「寬容」、「公義」、「光明」、「團結」為原則。成員鄭欽仁認為文章須要釐清那些是普遍性、那些是局部性，局部性不應寫成普遍性問題，且顧及家屬的心理及撫平傷痕、顧到社會和諧。1996年6月24日，基金會定下碑文執筆小組由中央研究院賴澤涵擔任主筆，台大歷史系教授張忠棟、中央研究院台灣史研究所籌備處主任黃富三、師大歷史系教授吳文星、立委陳永興四人及張秋梧、翁修恭等作執筆小組。
二二八紀念基金會撰寫的碑文共四大段落：一、歷史背景說明；二、引發導火原因：三、政府處理與死傷：四、影響、療傷、與前瞻。第四段占全文近五分之三，著墨最多，第三段落次之。
1997年1月27日，二二八紀念基金會對碑文內容最後討論，將「未及細察，即派兵來台鎮壓」、「由北而南，肆行掃射」刪除，其他幾處修正主要為文詞修飾，包括「蔣中正」替代「蔣介石」、「警備總司令部」替代「警備總部」、「消息」替換「喜訊」等，當晚通過全文六百四十二字的碑文。29日，二二八紀念基金會董事長蔡政文透露少部分家屬希望加「殺戮」字眼，但最後仍採用較平穩的文字。原先碑文是要從國立故宮博物院提供的多位書法家中選找一位親自書寫，但因定稿到二二八事件五十週年紀念日只剩不到一個月，加上設計排字、雷射刻字、脫胚、養護、成胚、印砂到鑄作紅銅、表面處理、固定色感等工序耗時多天，於是改以華康科技的華康隸書體。

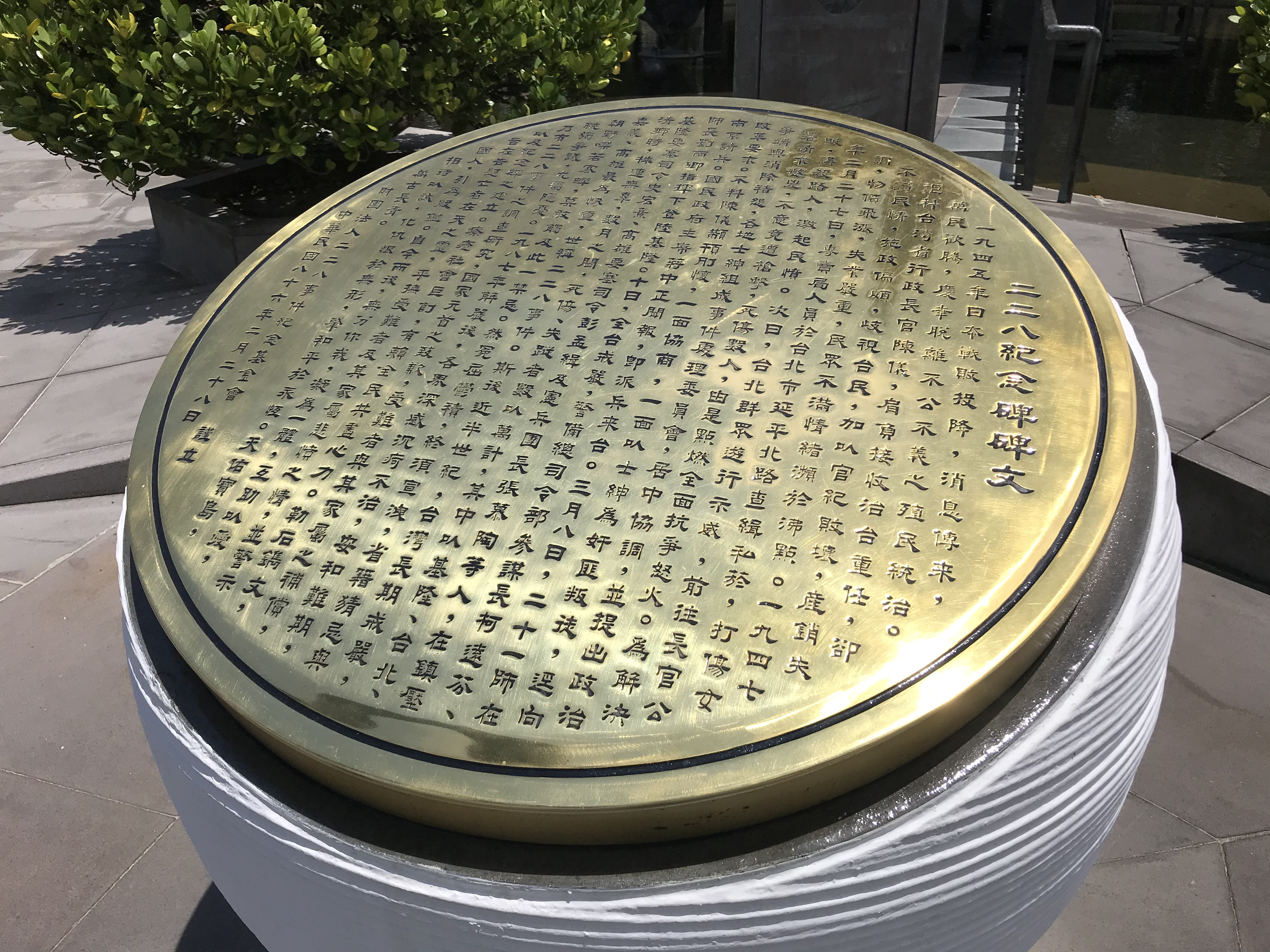
碑文

1997年2月28日上午舉行揭碑文儀式，四小時後即遭民眾黃富、林增忠等破壞，將碑文片丟棄在公園西北角蓮花池內。黃富的說法是認為下令鎮壓的是「蔣介石」，碑文卻用自封的「蔣中正」取代，是在神格化。3月3日，二二八事件紀念基金會決議對破壞者以損害公物罪名追究。又經過兩年餘無碑文，1999年中才低調再度放上相同版本，引起台北市二二八協會總幹事廖德雄等人不滿，負責管理的臺北市政府工務局公園路燈工程管理處只好加緊日夜巡邏。
2000年2月4日，民眾發現碑文遭人以鋼釘刻寫「我不要中國國民黨在台灣」。17日早上，駐衛警察抓到正在刻寫英文「製造麻煩」的潘嫌，移送法辦。
二二八事件七十四周年紀念會，2021年2月28日，前總統馬英九穿著二二八遺族所贈的淺藍色毛背心，見到台北市長柯文哲時禮貌性拱手打招呼。相較六年前柯文哲曾拒絕與馬握手，這次柯文哲態度大轉變，共同呼籲和解共生，並且兩人致詞時皆引用碑文「自今而後，無分你我......天佑寶島，萬古長青。」

## 外部連結
- 台北二二八紀念館-全台紀念碑與紀念館-臺北市二二八紀念碑 （页面存档备份，存于）